# Чунвэнь
Район Чунвэ́нь (кит. упр. 崇文区, пиньинь Chóngwén Qū) — бывший район городского подчинения города центрального подчинения Пекин (КНР).
Район Чунвэнь расположен к юго-востоку от центра Пекина. До революции 1911 года это был самый маленький район из тех, что располагались внутри городских стен; также это был один из тех районов, где жила беднота. Тем не менее, в настоящее время именно в этом районе находятся старейшие рестораны, в которых готовят знаменитую утку по-пекински.
В 2010 году район Чунвэнь был присоединён к району Дунчэн.